# La Neuville-du-Bosc
La Neuville-du-Bosc är en kommun i departementet Eure i regionen Normandie i norra Frankrike. Kommunen ligger i kantonen Brionne som tillhör arrondissementet Bernay. År 2022 hade La Neuville-du-Bosc 713 invånare.

## Befolkningsutveckling
Antalet invånare i kommunen La Neuville-du-Bosc
Referens:INSEE